# Новая Калитва
Новая Калитва
Но́вая Калитва́ — село Россошанского района Воронежской области. Административный центр Новокалитвенского сельского поселения. Населённый пункт воинской доблести.

## География
Расположено на правом берегу Дона в устье речки Чёрной Калитвы.

## История
Основано в XVIII веке переселенцами из Старой Калитвы. В ноябре-декабре 1920 года крестьяне Новой Калитвы присоединились к антисоветскому восстанию Ивана Колесникова, составив 2-й Новокалитвеный полк под командованием Артёма Пархоменко Воронежской повстанческой дивизии.
В 1928—1959 годах Новая Калитва была центром одноимённого района.
Во время ВОВ здесь проходили ожесточенные бои за высоту 176,4, которая несколько раз переходила из рук в руки. Здесь погибло более трёх тысяч солдат и офицеров красной армии. В ходе Среднедонской операции силами 127 дивизии Новая Калитва была освобождена. В общей сумме погибло два полка, но большая часть погибших не была перезахоронена. Несколько лет назад поисковая группа «Малый Сатурн» во главе с Евгением Кунцевым обнаружила многочисленные останки солдат и офицеров, погибших здесь. Все воины были перезахоронены со всеми воинскими почестями и христианскими обычаями. Большая часть погибших — это молодые солдаты и офицеры, только что закончившие школу, прибывшие защищать свою Родину.
В 2022 году селу присвоено почётное звание Воронежской области «Населённый пункт воинской доблести».

## Население
Национальный состав
По данным переписи населения 1939 года: украинцы — 83,7 % или 2651 чел., русские — 15,8 % или 499 чел.

## Инфраструктура
Личное подсобное хозяйство с зоной сельскохозяйственного использования, индивидуальная застройка усадебного типа.

## Транспорт
Остановка общественного транспорта «Новая Калитва».